# Naturschutzgebiet Huckeshohl / Lorenbecke
Das Naturschutzgebiet Huckeshohl / Lorenbecke ist ein 32,09 ha großes Naturschutzgebiet (NSG) westlich von Niedersfeld im Stadtgebiet von Winterberg. Das Gebiet wurde 2008 mit dem Landschaftsplan Winterberg durch den Hochsauerlandkreis als NSG ausgewiesen.
Das NSG besteht aus Wald- und Grünlandbereichen. Im Wald finden sich neben Rotbuchenwald auch Schluchtwaldbereiche. Das Grünland wird meist mit Rindern beweidet. Beim Grünland handelt es sich teils um Magerweiden.

## Schutzzweck
Das Naturschutzgebiet wurde zur Erhaltung und Entwicklung eines Waldes und Grünlandbereich als Lebensraum gefährdeter Tier- und Pflanzenarten ausgewiesen. Wie bei anderen Naturschutzgebieten in Deutschland wurde in der Schutzausweisung darauf hingewiesen, dass das Gebiet „wegen der landschaftlichen Schönheit und Einzigartigkeit“ zum Naturschutzgebiet wurde.